# バレエ・スエドワ

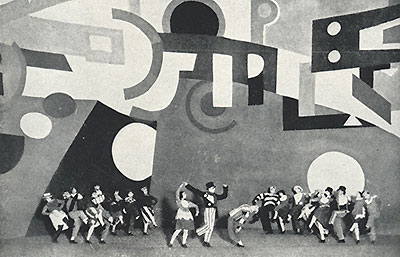
Ballets suédois. Skating Rink 1922.

バレエ・スエドワ （Ballets suédois）は、パリで1920年に創設されたバレエ団。「スウェーデン・バレエ団」とも呼ばれる。

## 概要
スウェーデン人の貴族・実業家で、美術品コレクターでもあったロルフ・デ・マーレにより、デンマーク・ロイヤル・バレエ団のダンサーであったジャン・ボルラン（瑞: Jan Börlin）を振付家兼バレエダンサーとして組織されたもので、その創設にはマーレがセルゲイ・ディアギレフ率いるバレエ・リュスを辞めたミハイル・フォーキンと出会ったことが大きく影響している。
シャンゼリゼ劇場を拠点とし、バレエ・リュスが取り上げなかったジャズの影響を受けた作品などを取り上げて人気を博し、一時はバレエ・リュスの最大のライバルとなった。しかし、ボルラン自身が優れた振付家でもダンサーでもなかったため、結局不成功に終わり、1925年に解散した。
このバレエ団の存続は短命だったが、その革新的な意義は失われず、協力者として、ポール・クローデル、ジャン・コクトー、フランシス・ピカビア、ルネ・クレール、エリック・サティ、ダリウス・ミヨー、コール・ポーター、ジョルジョ・デ・キリコらの文学者、音楽家、美術家を動員したことから、それらが知られる。

## 作品
- 『クープランの墓』（1920年）：モーリス・ラヴェルの管弦楽組曲から「フォルラーヌ」、「メヌエット」「リゴードン」の3曲。
- 『エッフェル塔の花嫁花婿』（1921年）：フランス6人組による合作、台本ジャン・コクトー。
- 『世界の創造』（1923年）：作曲ダリウス・ミヨー、美術フェルナン・レジェ。
- 『Within the Quota』：作曲コール・ポーター、編曲シャルル・ケクラン『世界の創造』と同夜に初演されたシンフォニックジャズ。

など、5年間で25作品を初演した。